# Parasaleniidae
De Parasaleniidae zijn een familie van zee-egels (Echinoidea) uit de orde Camarodonta.

## Geslachten
- Parasalenia A. Agassiz, 1863